# Витвиця (гміна)
Ґміна Вітвіца — об'єднана сільська ґміна Долинського повіту Станіславського воєводства Польської республіки в 1934–1939. Центром ґміни було село Витвиця.
Ґміну Вітвіца було утворено 1 серпня 1934 р. у межах адміністративної реформи в ІІ Речі Посполитій із тогочасних сільських ґмін: Витвиця, Кальна, Липа, Лужки, Розточки, Слобода-Болехівська, Станківці і Церковна.
17 січня 1940 року ґміна була ліквідована, а територія увійшла до новоствореного Болехівського району. 
Гміна (волость) була відновлена на час німецької окупації з липня 1941 р. до липня 1944 р., до неї була приєднані села Дебелівка і Княжолука зі ґміни Вигода. На 1 березня 1943 року населення ґміни становило 9 033 особи..